# 61a Brigada Mixta (Exèrcit Popular de la República)
La 61a Brigada Mixta va ser una unitat de l'Exèrcit Popular de la República que va prendre part en la Guerra Civil Espanyola. Al llarg de la contesa la brigada va estar present en els fronts de Terol, Aragó, Llevant i Extremadura.

## Historial
La unitat va ser creada el gener de 1937, en el front de Terol, a partir de forces procedents de la columna «Rosal». La majoria dels membres de la nova 61a Brigada Mixta eren de militància anarquista. El primer cap de la brigada va ser el major de milícies Bernabé López Calle, quedant la 61a BM agregada a la 42a Divisió. Uns mesos després la unitat es trobava situada en el sector Bezas-Royuela, al costat de la 60a Brigada mixta.

### Front de Terol
La unitat va prendre part en la batalla d'Albarrasí. El 5 de juliol va trencar el front enemic, i dos dies més tard va aconseguir ocupar el nucli urbà d'Albarrasí; la guarnició franquista va quedar assetjada en la Catedral i en la caserna de la Guàrdia Civil, després que la 61a BM prengués el Vèrtex «Vallejo Largo» i la població de Monterde. No obstant això, l'arribada d'una força franquista de socors va frustrar tots els avanços aconseguits fins llavors i la brigada va haver de tornar a les posicions inicials. Per al 17 de juliol la unitat es trobava defensant la línia defensiva Lomas del Calarizo-La Cañadilla-Chaparrales-Vértice Barranco i les cotes 1220 i 1322.
Al començament de 1938, en començar la contraofensiva rebel sobre Terol, la 61a Brigada es trobava situada en l'avantguarda republicana, a Sierra Palomera, posició en la qual romania des del començament de la ofensiva republicana. L'atac franquista va tenir lloc en el punt d'enllaç entre la 61a Brigada Mixta amb la 132a Brigada Mixta; la 61a BM a se va veure completament sobrepassada per l'atac enemic en aquest sector, i com a conseqüència va haver de retirar-se desordenadament cap a la rereguarda per a evitar el cèrcol enemic. El comandament republicà va retirar del front la 42a Divisió, procedint a dissoldre-la i destituir un bon nombre d'oficials de les brigades, com va ser el cas del comissari de la brigada, Antonio Rodríguez Saravia. Per part seva, Bernabé López Calle va cedir el comandament al major de milícies Francisco García Lavid.

### Combats a Aragó
Al començament de març de 1938, mentre es trobava sotmesa a una reorganització, els franquistes van atacar el front d'Aragó pel sector de Belchite. La 61a BM, encara sense trobar-se completament equipada, va ser enviada urgentment per a intentar tapar la bretxa enemiga. Va quedar temporalment agregada al XVIII Cos d'Exèrcit, formació que acabaria retirant-se davant la forta pressió enemiga. Durant aquesta retirada algunes forces de la 61a BM van quedar aïllades al nord del riu Ebre, si bé la major part de la unitat va passar a formar part del XIII Cos d'Exèrcit. La unitat va continuar retrocedint cap al Maestrat, perseguida per les forces franquistes que manava el general Antonio Aranda Mata. Cap al 5 d'abril la brigada es trobava situada a Morella, on va arribar a establir una línia defensiva al costat de les brigades 52a i 211a; no obstant això, un dels batallons de la 61a BM va fugir en desbandada davant l'atac enemic, la qual cosa portaria a l'enfonsament de tot el front. D'aquest fet es va culpar principalment a la brigada. Com a conseqüència, un dels oficials de la 61a BM va ser afusellat en presència de les tropes com a escarment.

### Campanya de Llevant
A mitjan abril, després del tall de la zona republicana en dues, la 61a BM va ser dissolta. No obstant això, el 30 d'abril va ser novament refundada, quedant agregada la nova unitat a la 8a Divisió del VI Cos d'Exèrcit. Una vegada va finalitzar la reestructuració, seria adjudicada a la 65a Divisió, unitat amb la qual el 13 de maig va partir cap al front de Llevant. Per a llavors li prefectura de la 61a BM estava en mans del major de milícies Luis García Vega, amb Pedro López Calle com a comissari.
Concentrada inicialment a Llíria, poc després seria situada entre el Puerto de Escandón i el riu Valbona, al sud de Terol. El 28 de maig va haver de fer front a l'assalt de la 85a Divisió franquista, que va atacar les posicions de Formiche Bajo i la Loma del Erizal, on la 61a Brigada va mantenir una forta resistència. No obstant això, a causa de la pressió enemiga, la brigada degué emprendre una lenta retirada fins que el 21 de juliol les seves forces van aconseguir les defenses de la línia XYZ.
Va arribar a estar breument agregada a la 68a Divisió a Xiva, en la rereguarda republicana.

### Front d'Extremadura
Després de l'estabilització del front de Llevant, la brigada va ser assignada a la 41a Divisió i enviada com a reforç al front d'Extremadura. Amb posterioritat passaria a formar part de la 63a Divisió del VII Cos d'Exèrcit. No obstant això, fins al final de la contesa no va arribar a prendre part en operacions militars de rellevància.

## Comandaments
Comandants
- Major de milícies Bernabé López Calle;[12]
- Major de milícies Francisco García Lavid;
- Major de milícies Luis García Vega;

Comissaris
- Antonio Rodríguez Saravia;
- Pedro López Calle, de la CNT;[13]